# 王后军
王后军（1943年9月16日—2012年11月21日），上海人，籍贯宁波，中国著名足球运动员、教练员，1970年代曾任中国男足队长；1980年代至1990年代上海足球队的主教练。

## 球员生涯
王后军司职右边锋，1961年从虹口少体校、市少体校进入上海队，1965年入选中国国家队。王后军技术全面，身高不足170公分，却以快速灵巧见长，有「飞将军」之称，1970年代初期成为国家队队长。1975年，王后军挂靴退役。

## 教练生涯
退役后的王后军随即成为上海队的助理教练，经历了1980年的降级，又协助方纫秋重新打回甲级并夺得了1983年五运会的全国冠军。夺冠后方纫秋退休，王后军成为上海队主教练，此后多年内由于场上指挥多变，排兵布阵上的智慧，赢得了「小诸葛」的美名，甚至国家队到上海比赛时，时任国家男足主教练的年维泗会亲自请出王后军给国家队队员上战术课。
1993年12月，上海成立了中国第一家完全脱离政府体育系统的职业足球俱乐部上海申花，但是已经担任了近十年上海队主教练的王后军却出人意料的没有被选聘为申花主帅，而是由另一位长期在外地执教的上海人徐根宝担任。
1995年，新成立的上海浦东足球俱乐部邀请王后军担任总教练，他率队夺得了乙级联赛的冠军杀入甲B联赛，但是次年联赛过程中由于健康原因离任。

## 逝世与纪念
2012年11月21日，王后军因尿毒症和糖尿病引发的肾、肺功能衰竭，在上海去世。中国足协发唁电悼念，称王后军的病逝是世上海足球界与中国足球界的损失。
2013年3月，王后军纪念铜像在上海滨海古园揭幕。